# Ambulyx flava
Ambulyx flava là một loài bướm đêm thuộc họ Sphingidae. Nó được tìm thấy ở Philippines.